# 人民量化寬鬆
人民量化寬鬆（People's Quantitative Easing，簡稱PQE），在2015年，由英國工黨黨魁候選人傑瑞米·柯賓提出，此政策要求英格蘭銀行印製鈔票給政府投資。這項政策佔據了許多媒體版面，有的認為這政策不符合現行經濟運作，有的替它辯護。

## 政策
柯賓的PQE中提到，投資房地產與大眾運輸的費用，需由英格蘭銀行印製。藉由此政策達到兩個效果：
1. 將英國的經濟系統推向一個高技術、高科技的新紀元。
2. 建造更多公有住宅，減少長期下來住宅津貼的支出。為了達到此目的，英格蘭銀行需購買債券，籌設一所國營的投資銀行[5][6]。

此政策的靈感源自於政治經濟學者理查·墨菲。但墨菲表明了，這是適用於2020年的政策，而且，前提是，持續實施傳統的量化寬鬆的狀況下，經濟情況依舊是低通貨膨脹、低利率、高失業、低薪資。如果經濟快速成長，PQE就不需要，因為成長的稅收便足以支付必要的投資。

### 與直昇機撒錢的不同
經濟學教授西蒙·雷恩路易斯解釋了PQE與米爾頓·佛利民提出的「直升機撒錢」（也稱「專為人民訂造的量化寬鬆」）的不同。「直升機撒錢」，由中央銀行分配內部最新印製的貨幣給各個銀行，而且，製造的消費需求，政府皆不干預。然而，PQE金融投資計畫，在某一層度是由政府發起的。所以PQE影響了中央銀行的獨立原則。

## 反響
此政策被其他黨魁候選人批評為經濟白癡，也造成在英國投資的風險。歐盟里斯本條約第123條明文禁止中央銀行印製鈔票以支應政府支出，英國此舉將違反該法條，而吃上歐盟法院的官司。每日電訊報寫道，量化寬鬆政策可能導致通貨膨脹。當今，英格蘭銀行緊抓著銀行內部的錢，因而顛倒了此政策中地方與中央的關係，然而，這權力卻帶來了抗衡量化寬鬆的效果。但是，如果錢流入了中央投資銀行的話，通貨膨脹的問題可能更難解決。
2015年8月3號，英國工黨的影子內閣之一的克里斯·萊斯利評論這個政策會招來通貨膨脹與利息升高。
然而；經濟學家羅伯特·斯基德爾斯基認同由國家投資銀行執行的量化寬鬆政策，而且衛報與金融時報雙雙刊登了對量化寬鬆有利的文章。伯明翰大學經濟學者東尼·葉慈（Tony Yates）在衛報上刊登了一篇有關量化寬鬆的評論。東尼·葉慈建議政府在選前魯莽的印錢花費並在大選後重新緊縮財務促成大量的通貨膨脹。葉慈更進一步擔憂高通貨膨脹以及經濟的不穩定很難使窮苦人家受益。獨立報則登出一篇文章爭論適量使用人民量化寬鬆政策將有效的提升就業率、通貨膨脹以及減少自2008年金融海嘯以來的債務負擔。
每日電訊報的報導指出，匯豐銀行首席經濟顧問史蒂芬·金（Stephen King）和標準人壽的高階國際財務顧問傑里米·勞森（Jeremy Lawson）皆指出當經濟進入下一個低迷期，且傳統量化寬鬆政策無效時，他們會支持使用人民量化寬鬆政策。
2015年8月柯賓聲明他從經濟學家的元老保羅·克魯格曼和約瑟夫·斯蒂格利茨那裏得到了該政策原則上的支持。
2015年9月27日在布萊頓舉行的工黨大會上宣布成立經濟諮詢委員會，BBC新聞經濟學編輯羅伯特·佩斯頓認為該委員會的Simon Wren-Lewis和約瑟夫·史迪格里茲是一個政策趨向保守的象徵。羅伯特認為這些特定的經濟學家將促使政府走向「利用低利率借貸並投資基礎建設」的路；他們不會採納過於偏激的方式，因為他們害怕英國央行的反通膨立場被動搖。這個政策只適用的時機是將其當作雨傘一樣偶爾使用，不然經濟將會進入下一個大低迷。
20162月，全世界最大的基金公司Bridgewater Associates的創辦人雷·達利奧說隨著量化寬鬆功效減弱，接下來的貨幣以及財政政策應該包括央行更加積極的財政開支。政府的財政開支將會「貨幣化」。
美國總統參選人川普在2016也提出了相似的建議。利用直升機錢（指政府積極的財政開銷）來償還美國國債。日本的決策者也打算用類似的方法來應對日本的通貨緊縮。